# 學人精
〈學人精〉（英語：In Your Footsteps）是《探險活寶》第四季的第7集。在卡通頻道2012年5月7日播出。本集以阿寶和老皮為主角。在這一集裡，熊跟阿寶結為好友，但老皮認為他計畫竊取阿寶的身份。在結尾，阿寶好心給熊一本「英雄寶典」，相信他學習當一名英雄，然而，熊其實是為陰魔王暗中進行。